# هانا دودزنکووا
هانا دودزنکووا (بلاروسی: Ганна Сяргееўна Дудзянкова؛ زادهٔ ۷ مهٔ ۱۹۹۴) ژیمناست ریتمیک زن اهل بلاروس است.